# Xenopholis scalaris
Xenopholis scalaris — вид змій родини полозових (Colubridae). Мешкає в Південній Америці.

## Поширення і екологія
Xenopholis scalaris мешкають в Амазонії, на території Бразилії (зокрема в анклавах атлантичних лісів в штатах Баїя і Алагоас), Болівії, Перу, Еквадору, Колумбії, Венесуели, Гаяни, Суринаму, і Французької Гвіани. Вони живуть у вологих тропічних лісах, серед опалого листя. Зустрічаються на висоті до 1500 м над рівнем моря.